# Јавор (град)
Јавор (пољ. Jawor) град је у Пољској у Војводству доњошлеском. По подацима из 2012. године број становника у месту је био 24.096.

## Становништво
| 2012.  |
| ------ |
| 24.096 |

## Партнерски градови
- Турнов
- Розето дељи Абруци